# Лe Бреј (Алије)
Лe Бреј (фр. Le Breuil) насеље је и општина у централној Француској у региону Оверња, у департману Алије која припада префектури Виши.
По подацима из 2011. године у општини је живело 541 становника, а густина насељености је износила 15,66 становника/km². Општина се простире на површини од 34,55 km². Налази се на средњој надморској висини од 347 метара (максималној 510 m, а минималној 290 m).

## Демографија
| 1962. | 1968. | 1975. | 1982. | 1990. | 1999. | 2011. |
| ----- | ----- | ----- | ----- | ----- | ----- | ----- |
| 674   | 805   | 680   | 613   | 571   | 553   | 541   |

График промене броја становника у току последњих година